# Pasarét
Pasarét (németül: Sauwiesen) Budapest II. kerületének egyik városrésze, mely a Budai-hegységben található.

## Fekvése
Pasarét a Nagykovácsin eredő és a Dunába torkolló Ördög-árok patak kiszélesedő völgyében, az Apáthy-szikla aljától a Városmajorig húzódó, a Hűvösvölgyi út és a Pasaréti út által határolt terület. Észak felől Rézmál, Törökvész, délről a Városmajor, Kútvölgy, Virányos, Szépilona, Kurucles és Lipótmező határolják.

## Nevének eredete
Mai nevét Döbrentei Gábor 1847-es dűlőkeresztelője alkalmával kapta, amikor is Buda akkori német városrészneveit magyarosították. Az addigi Sauwiesen (Disznórét) és Schmalzbergel (Zsírdomb) név helyett Abdurrahmán Abdi Arnaut, az utolsó budai török pasa emlékére a terület a Pasarét nevet kapta.
Más vélemény szerint az Ördög-árok melletti zsombékos területet szerb nyelven pasaként, németül riedként említették és ezek együtteséből („Pasa-Ried”) eredne a Pasarét név.

## Története
Pasarét őskori történetéről régészeti emlékek hiányában semmit sem tudni, de valószínűsíthető, hogy az ingoványos völgy az őskori ember és állatvilág számára lakhatatlan volt. Az i. sz. III.- IV. századi római kori villa rustica temetőjének leletanyaga is a magasabban fekvő Zsírdombon, a mai Vasas sportcentrum területéről került elő 1863-ban.
A honfoglalás kori magyarság is a nyéki és a Ferenc-halmi dombokra települt, legelőnek, kaszálónak hagyva meg az Ördög-árok völgyét.

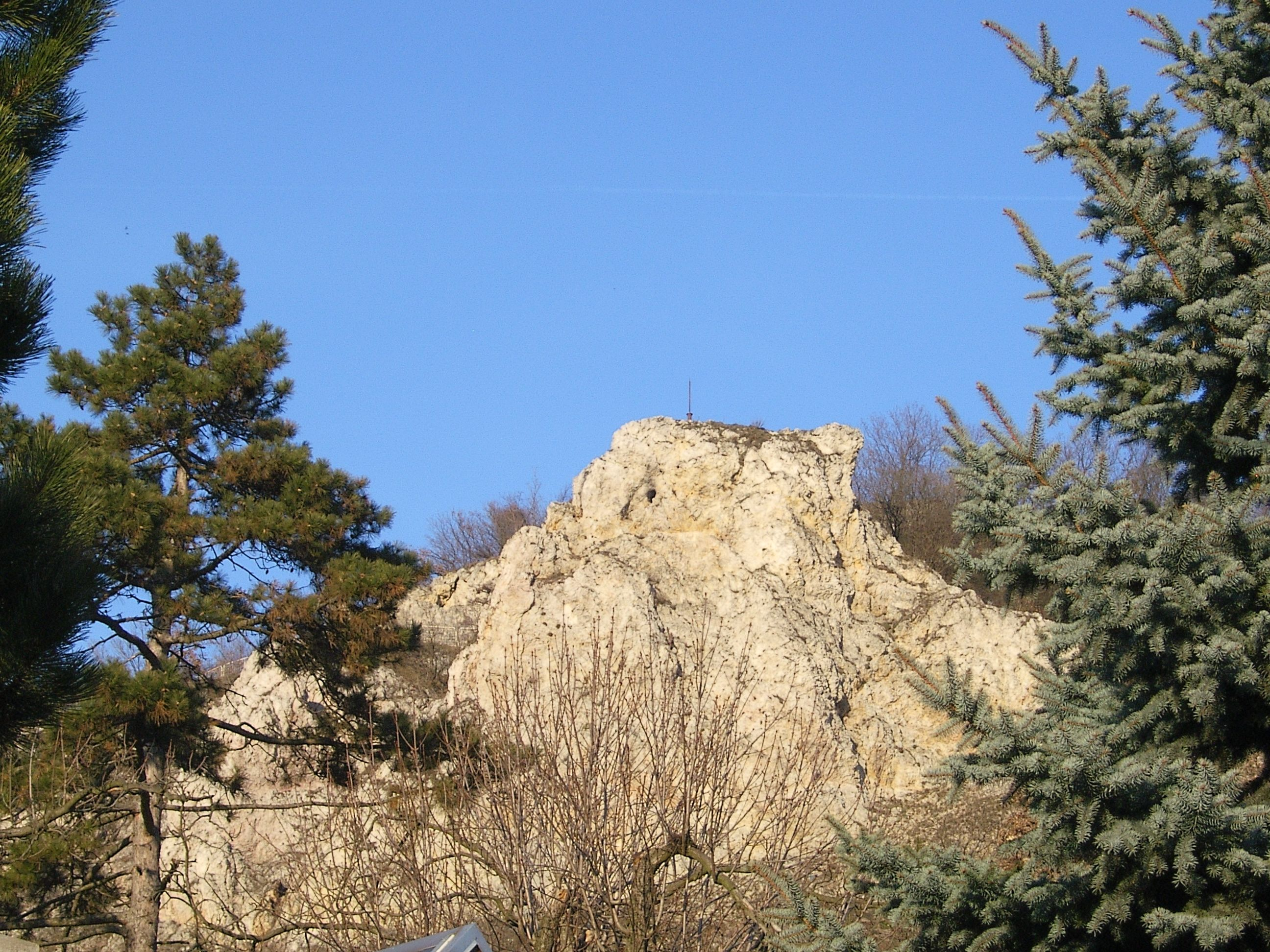
Az Apáthy-szikla

A tatárjárást követően megerősödő Budai vár, és a királyi udvar 13. század végi Budára költözésével az udvari szolgálónép is letelepedett a közeli Budai hegyekben. Ilyen település volt a Solymár, Nagykovácsi és Hidegkút is, melyekben a királyi solymászok, fegyverkovácsok és királyi hadizenészek telepedtek meg. Ekkoriban Pasarét és környéke egészen a mai Margit körútig, és a Duna parti Felhévíz nevű település a Szent István ispotályos keresztes kanonokrend Szent Kereszt perjelségének a birtoka volt.
A 13. század végén Kunc ispán budai bíró bérelte a környéket a felhévízi egyháztól. A mai Szent Ilona városrész dombján lévő központjából irányította a szőlőművelésen és gabonatermesztésen alapuló gazdaságát. 15. században a területet már budai patríciusok, majd a század közepétől Erzsébet anyakirályné és a király birtokolta a nyéki királyi vadaskerttel együtt, ami a mai Kuruclestől, a Lipótmezőn át a hűvösvölgyi Nyékig terjedt, középpontjában a Fekete István utcában található vadászkastéllyal.
A vadászkastélyt Zsigmond király idején kezdték építeni, de fénykorát Mátyás király és a Jagellók alatt élte.
A török időkben a terület Veli bej rétje néven a budai pasák kaszálója volt. 1599-ben - a tizenöt éves háború egyik eseményeként - itt fogták el a magyar hadak Dev (Ördög) Szulejmán budai pasát.
A Budai hegyekbe a 18. századtól német telepesek érkeztek, akik felelevenítették a szőlő-és bortermelés római és középkori hagyományait. Ekkor kapják a budai részek német neveiket. A II. kerület ekkori neve Országút külterület. 1820-ban az Ördög-árkot szabályozták, a Disznórétet feltöltötték, kukoricatermesztésre alkalmassá téve.

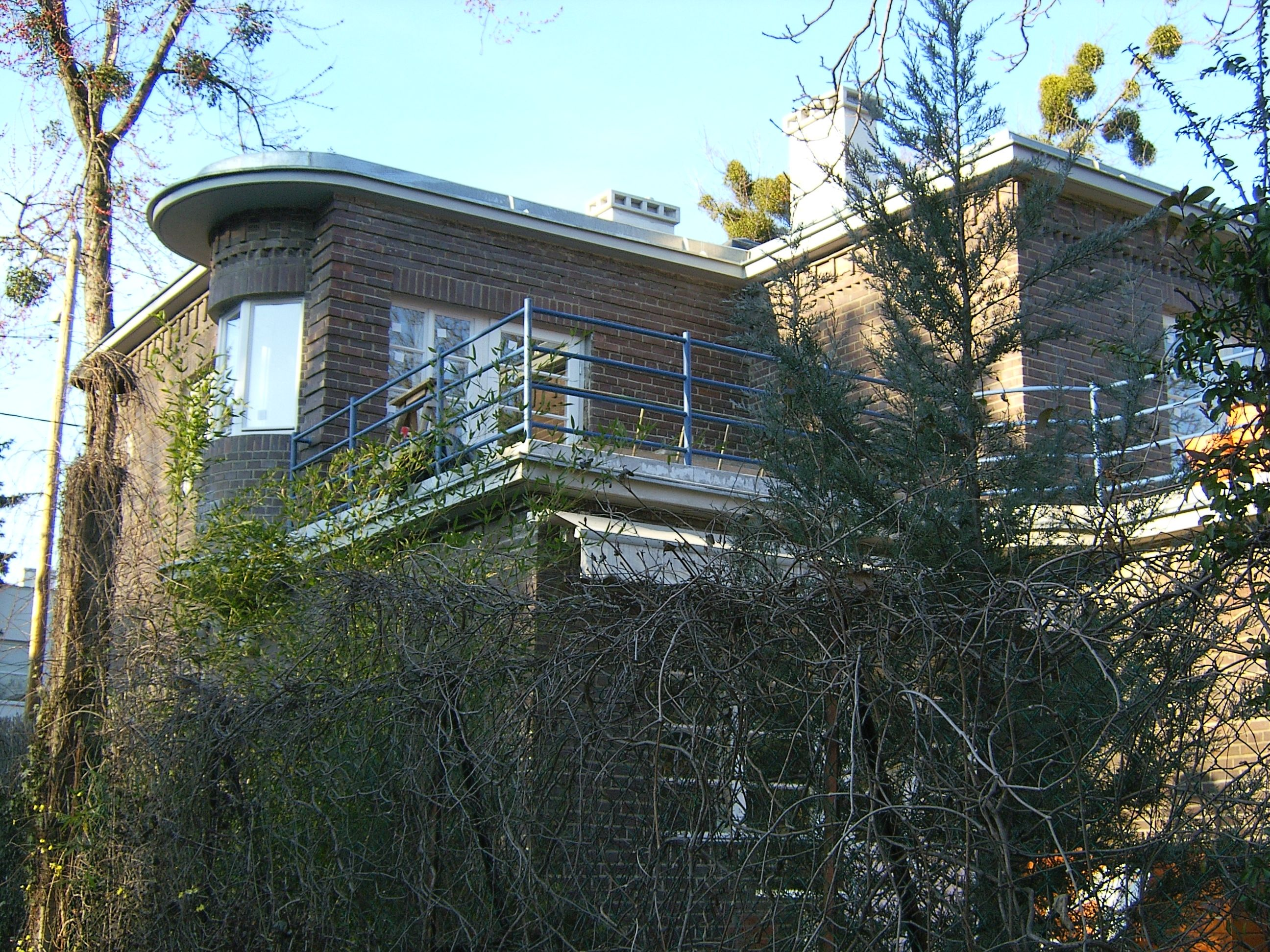
Napraforgó utcai villa

1847-ben kapta a Pasarét nevet és ebben az időben kezdte meg működést a Drasche Henrik féle téglagyár is, ami 1868-ban felvette a Kőszénbánya és Téglagyár Társulat nevet és 1932-ig itt működött, amikor csődbe ment. Pest, Buda és Óbuda 1873. évi egyesülése után Budapest világvárossá fejlődésével a külterületek is fokozatosan beépültek. 1869-ben megindul a lóvasút Zugliget irányába, majd ennek szárnyvonalaként 1903-ban a villamosközlekedés is a Hűvösvölgybe, amely a kezdeti turistavonalból a 20. század közepére fő tömegközlekedési úttá fejlődött. A közúthálózat fejlesztéséhez már az ókortól meglévő Hidegkúti út (ma Hűvösvölgyi út) mellett a Pasaréti út kiépítésére (1899) és az Ördög-árok befedésére (1877) is szükség volt.
A pasaréti kertes, nyaraló és villaövezet kiépülése a Házmán utca 1900-as évekbeli kialakításával és a Pasaréti, Hidegkúti út villáinak megépülésével kezdődött, például Márkus Emília Hűvösvölgyi út 85. alatti, és Herczeg Ferenc szomszédos, 87. szám alatti villái 1912-ben épültek.

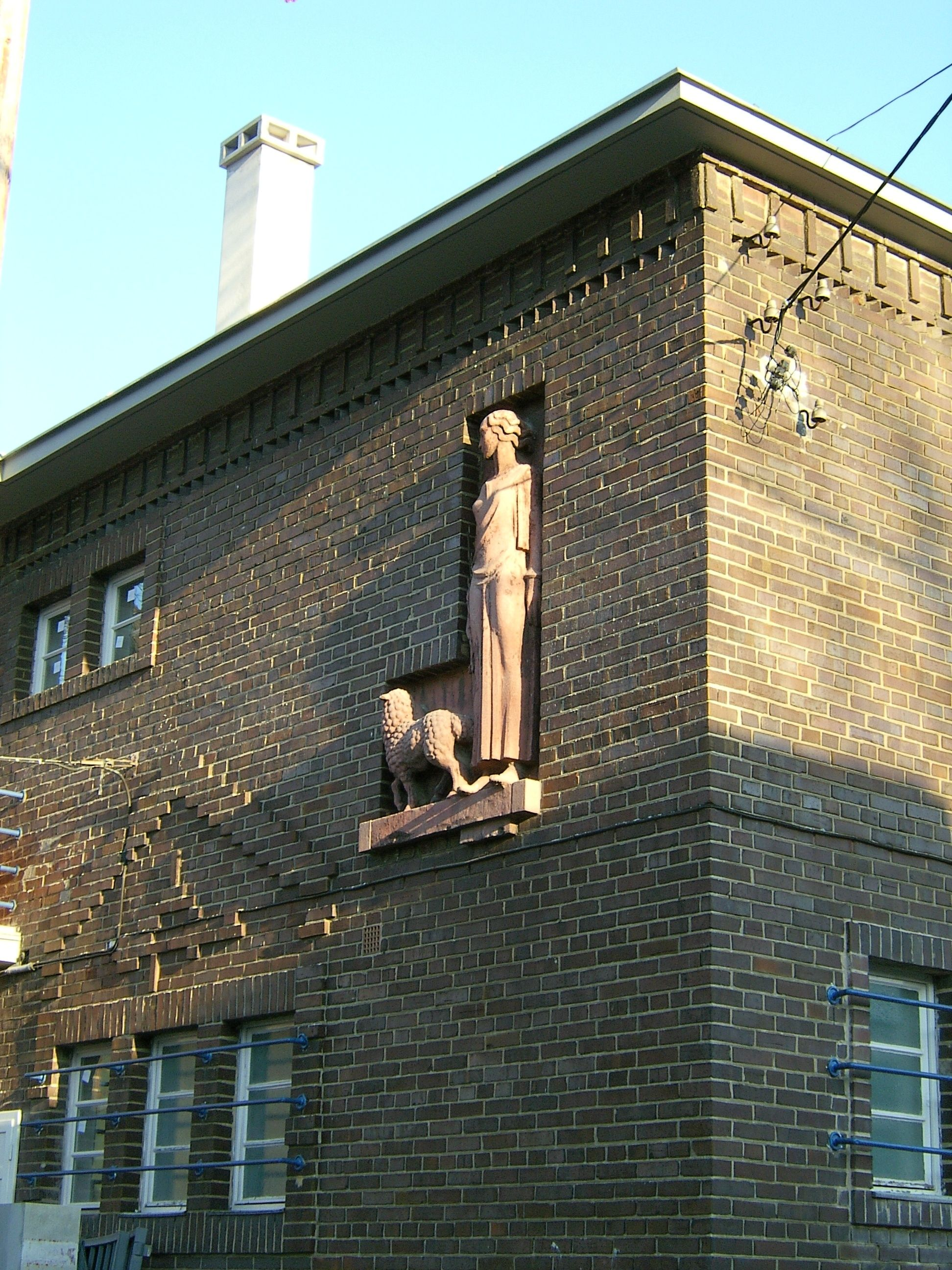
Napraforgó utcai dombormű

Az első világháború után az 1920-as, 1930-as években eklektikus és Bauhaus stílusú házakkal új utcák alakultak ki, melyek Trianonra emlékezve erdélyi helységneveket kaptak.
A Ditró utca és a Pasaréti út sarkán 1915-ben megépült a második legnagyobb hazai filmgyár, a Star, melyet hivatalosan 1917. február 1-én adtak át. A Pasaréti úton, egy 6000 négyszögöles telken épültek fel a gyár műtermei és laboratóriumai, amelyeket hamarosan a korszak legmodernebb technikai eszközeivel szereltek fel.A Star Filmgyár évente 20-30 filmet készített, és számos magyar színész az itt gyártott filmeknek köszönhetően vált országosan, sőt nemzetközileg ismertté. A filmgyár 1929-ben összeomlott, műtermei több mint tíz évig kihasználatlanul álltak. 1941 tavaszán a Hunnia Filmgyár megvásárolta a pasaréti telepet, felújította, és alkalmassá tette hangosfilm-felvételek készítésére. Ettől kezdve a pasaréti telep évtizedekig a magyar filmgyártás fontos helyszíne volt. Az 1990-es évek elejéig a Mafilm szinkronstúdiói működtek itt. Ma lakópark található a Star Filmgyár egykori helyén, egyedül az igazgatósági épület maradt meg.
A Ditró utca másik oldalán a Pénzügyi Tisztviselők Budagyöngye SC sportlétesítményei - 1950-től a Pénzügyőr SE. labdarúgópályája – kaptak helyet. Az 1930-óta közlekedő – Pasaréti téri végállomású - 5-ös busz a főváros egyik legrégibb autóbuszjárata.
Pasarét a két világháború között épült be teljesen. Ekkor (1931) épültek a késői Bauhaus stílusú Napraforgó utcai villatelep házai, a Lukóy-villa a Battai lépcső 12/a alatt, a Pasaréti téri (1937) autóbusz-végállomás a római katolikus templommal és rendházzal, a Torockó téri református templom, továbbá a Pasaréti út, Szilágyi Erzsébet fasor, Hűvösvölgyi út és a keresztutcák lakóházai, valamint a Budapesti Budai Torna Egylet székháza és sporttelepe (1940), a volt Drasche téglagyár helyén (1947-től Vasas sporttelep).
A második világháború idején a 3. Ukrán Front X. Gárda lövész hadteste 1944. december 25-én, elsőként nyomult be Budára a Hűvösvölgyi úton (40 éven keresztül Vöröshadsereg útja), egészen a Szent János kórház vonaláig. Itt az oroszok útját az Egyetemi Rohamzászlóalj akasztotta meg egészen 1945. február elejéig. A Budát védő német egységek 1945. február 11-i kitörése főképp az Ördög-árok völgyén át történt. Az Akadémia előtti csatorna kijáratánál fogták el a Budát védő erők parancsnokát, Karl Pfeffer-Wildenbruch SS vezérezredest vezérkarával együtt.

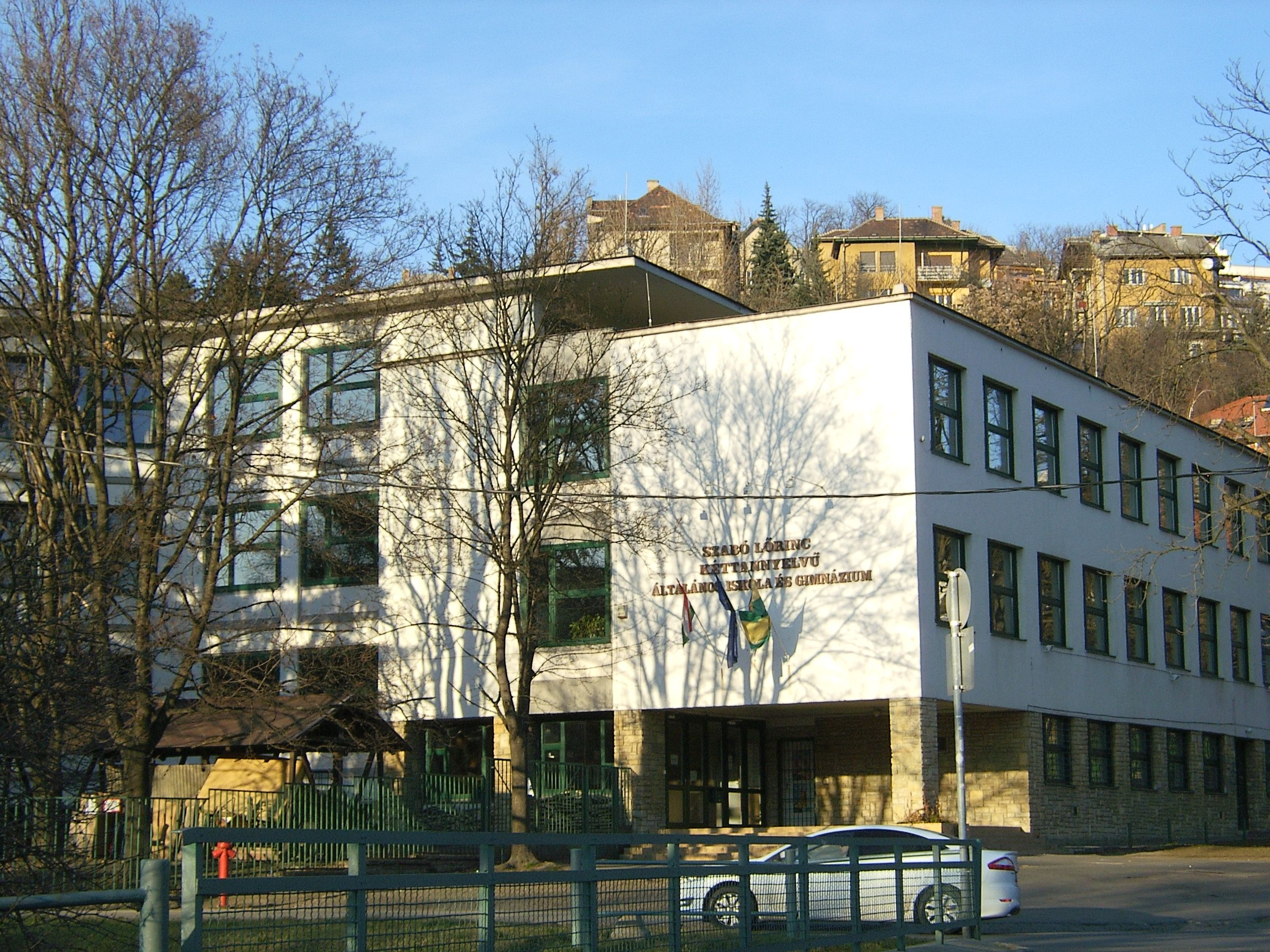
Szabó Lőrinc általános iskola és gimnázium

1950-es évekbeli újjáépítés során a rendszerváltásig elsősorban középületek születtek. Szabó Lőrinc kéttannyelvű általános iskola és gimnázium (korábban Bányai Júlia Általános iskola), Budagyöngye Bevásárlóközpont, PSE székház.
A rendszerváltást követően újra beindult a lakóházak, villák építése a még meglévő foghíjtelkeken. 1999-re fejeződött be az 56-os villamos vonalrekonstrukciója a régi mintára készült fa megállóépületekkel, és ekkor épült ki az Ördög-árok mentén a Duna-parti után Budapest második leghosszabb kerékpárútja, valamint megnyitotta kapuit a Hidász utcai Honvéd Lovarda is. 2003-ban avatták fel a Fővárosi Szabó Ervin Könyvtár Hűvösvölgyi úti részlegét az egykori Márkus villában.

## Nevezetességek
- Gábor Áron-emlékmű - Szilágyi Erzsébet fasor,
- Németh László-szobor - a Vasas pályánál,
- Mária-kút - a Pasaréti tér közepén - Boldogfai Farkas Sándor szobrászművész alkotása, 1939[3]
- Raoul Wallenberg-szobor - Szilágyi Erzsébet fasor,
- Napraforgó közi emlékoszlop,
- Jávor Pál-emléktábla - Pasaréti út elején,
- Szabó Lőrinc-emléktábla - Volkmann utca,
- Bartók Béla-emlékház – Csalán út

## Pasaréten laktak

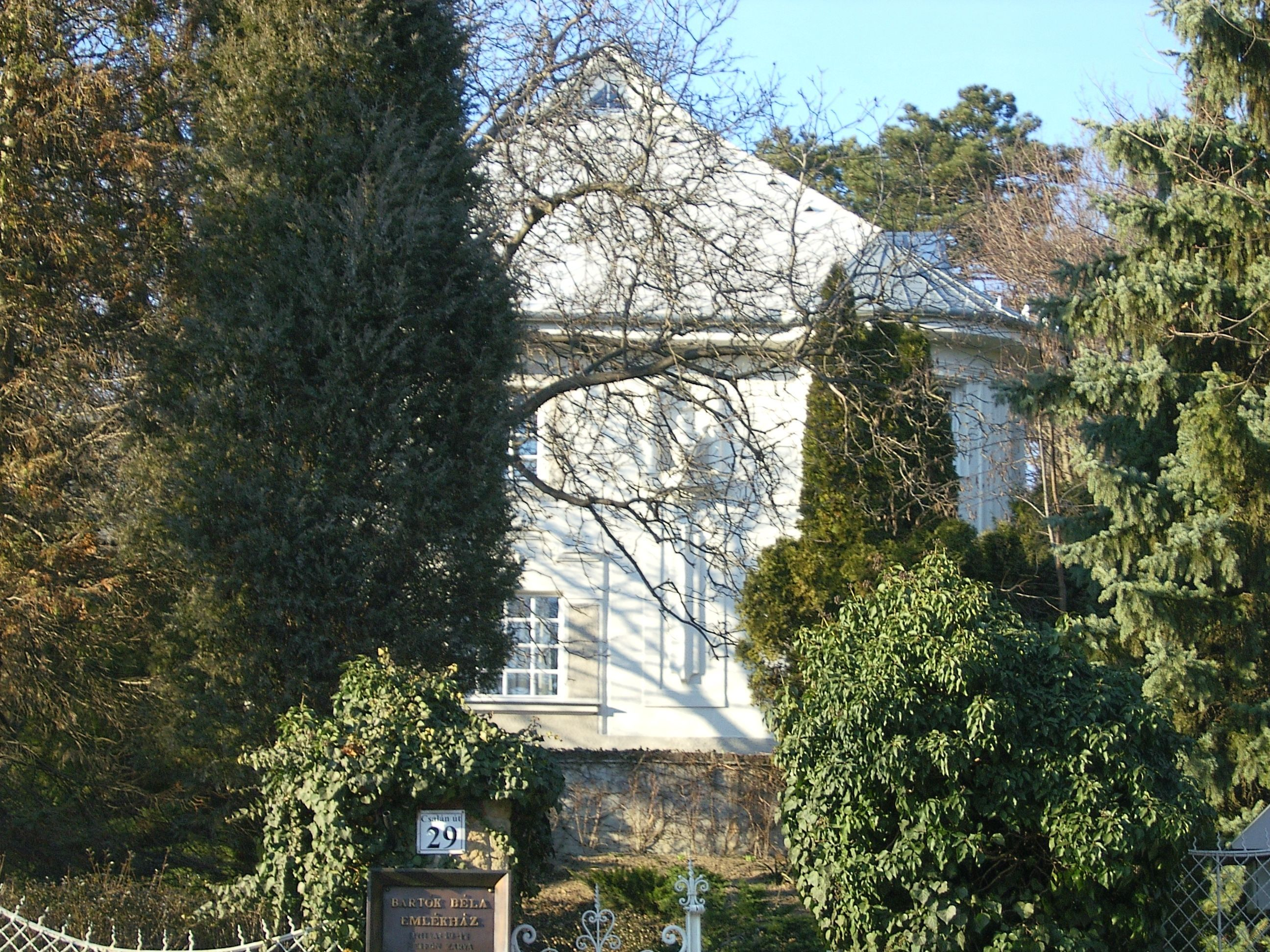
Bartók Béla emlékház

- Bartók Béla zeneszerző – Csalán út 29.
- Darvas József politikus, író - Hidász utca 27.
- Déry Tibor író - Lotz Károly utca 20.
- Dohnányi Ernő zeneszerző - Széher út 24.
- Fábri Zoltán filmrendező és felesége Apor Noémi színésznő - Hidász utca 5.
- Herczeg Ferenc író - Hűvösvölgyi út 87.
- Issekutz Béla gyógyszerész professzor - Hidász utca 13.
- Jávor Pál színész - Pasaréti út 8.
- Joó Sándor református lelkipásztor - Torockó tér 1
- Márkus Emília színésznő és veje Vaclav Nyizsinszkij táncművész - Hűvösvölgyi út 85.
- Nagy Imre kommunista politikus, 1953-ban és az 1956-os forradalomban miniszterelnök - Orsó utca
- Németh László író - Szilágyi Erzsébet fasor 79.
- Karácsony Gergely, Budapest főpolgármestere
- Károlyi Amy költő és férje, Weöres Sándor költő - Muraközi utca 10/A.
- Kókai Rezső zeneszerző - Torockó utca 11.
- Lukin László énektanár, karnagy - Vérhalom utca 20.
- Mikó István színész, rendező
- Örkény István író - Pasaréti út 39.
- Spéter Erzsébet mecénás [4]
- Szabó Lőrinc költő - Volkmann utca 8.
- Szabó Magda író és férje, Szobotka Tibor író - Júlia utca 3.
- Szabó Mihály református lelkipásztor – Nagyajtai utca 4.
- Szakáts Miklós színész - Hidász utca 5.
- Szepes Mária író - Júlia utca 13.
- Szerb Antal író - Torockó utca 9/a.
- Pinczési Judit költő - Nagyajtai utca 1/b.
- Tábori Nóra színésznő - Házmán utca 7.
- Várkonyi Zoltán színész-rendező - Nagyajtai utca 10.

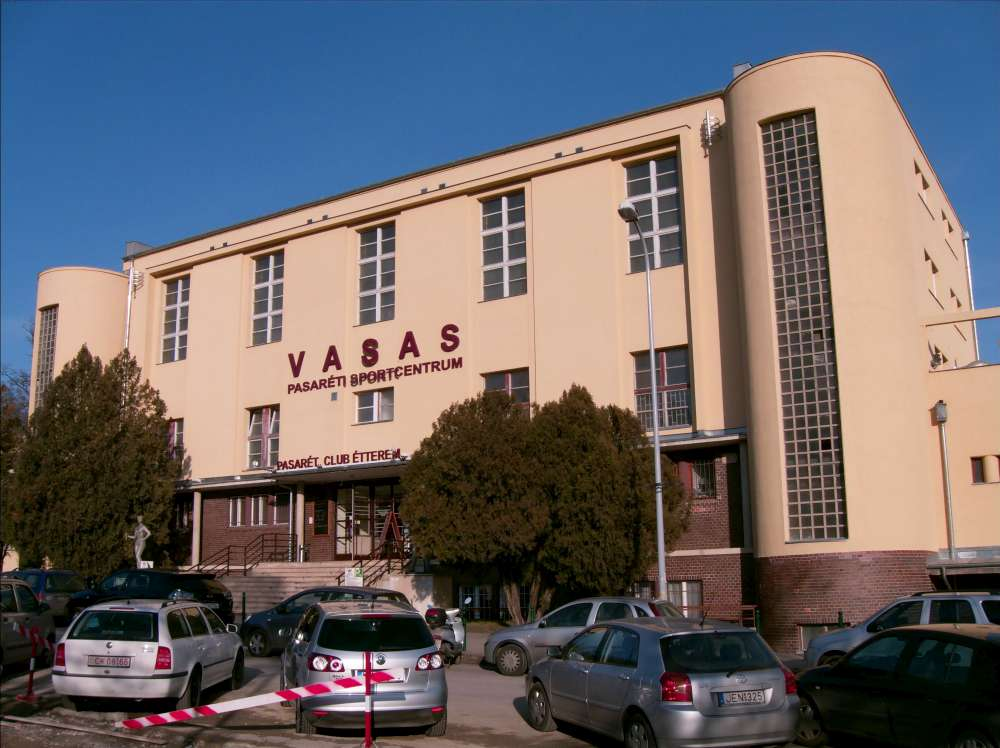
Vasas Sportcentrum

## A városrész a filmekben, irodalomban
- A Pasaréti út és a 48-as szám alatti villa lényeges helyszín Kondor Vilmos magyar író Budapest noir című bűnügyi regényében.